# Schlacht am Stones River
Die Schlacht vom Stones River (Murfreesboro) war eine Schlacht des Sezessionskrieges, bei der es um die Vorherrschaft im zentralen Teil von Tennessee ging. Sie dauerte vom 31. Dezember 1862 bis zum 2. Januar 1863.

## Hintergrund

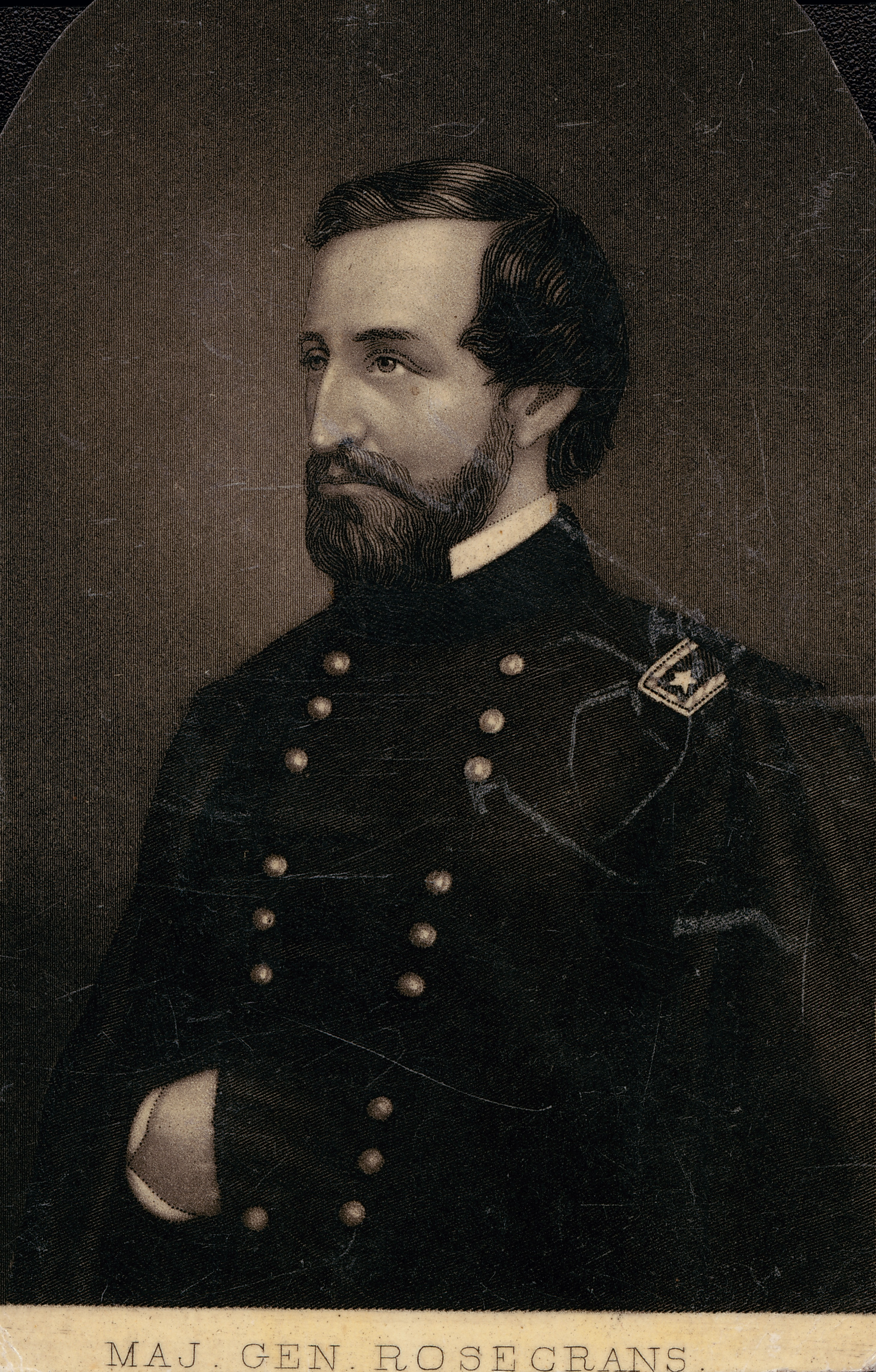
William Starke Rosecrans

Nach dem Sieg der Unionsstreitkräfte in der Schlacht von Perryville (8. Oktober 1862) hatten sich die konföderierten Streitkräfte unter General Braxton Bragg aus Kentucky nach Süden zurückgezogen. Obwohl Perryville ein strategischer Sieg der Union war, kam es zu Veränderungen im Oberkommando der Nordstaaten. Präsident Abraham Lincoln war unzufrieden mit den langsamen Operationen von Don Carlos Buell und ersetzte ihn am 24. Oktober durch Generalmajor William Starke Rosecrans. Aber auch dieser verzögerte die Operationen und reorganisierte das Oberkommando seiner Cumberland-Armee (aus dem Kommando des XIV. Corps) sowie derer Kavallerietruppen. Derweil wurde Braggs Armee von Truppen unter Generalmajor Edmund Kirby Smith verstärkt und blieb schließlich in Murfreesboro stehen. Murfreesboro war bis 1826 Hauptstadt von Tennessee und die Bewohner waren Anhänger des Südens. Das Gelände war weiträumig mit dichtem Wald bedeckt, es war leicht, Nahrung für die Armee zu bekommen und von hier aus konnte man die Straße nach Chattanooga blockieren. Die Divisionen der Army of Tennessee wurden neu neuorganisiert und erhielten zum Teil neuen Führungskader. Es wurden zwei Korpskommandos gebildet, welche den Generalleutnants William Hardee und Leonidas Polk anvertraut wurden. Die Kavallerie wurde vom jungen Brigadegeneral Joseph Wheeler geführt.
Während Rosecrans seine Armee zum Gegenschlag vorbereitete, befahl Bragg Oberst John Hunt Morgan mit seiner Kavallerie einen Raid hinter der feindlichen Linie nördlich von Nashville durchzuführen, um die Versorgung der Unionsarmee zu stören. Während dieses Überfalls kam es am 7. Dezember zum Gefecht von Hartsville, wo Morgan die Brigade unter Absalom B. Moore überraschte und über 1800 Gefangene mitnehmen konnte. Nach Ansicht von Präsident Lincoln brauchte die Nation einen großen Sieg, um die Moral des Nordens zu stärken forderte er einen militärischen Erfolg. Nach Drängen des Generalstabschefs der Union, Henry Halleck, eröffnete Rosecrans die Stones River Kampagne.
Die Army of Cumberland marschierte von Nashville am 26. Dezember in drei Kolonnen nach Südosten in Richtung Murfreesboro ab. Der linke Flügel mit 14.500 Mann unter Generalmajor Thomas L. Crittenden nahm eine Route, die parallel der Eisenbahn von Nashville nach Chattanooga verlief und durch La Vergne und südlich von Smyrna führte. Die Mitte mit 13.500 Mann unter Generalmajor George Henry Thomas marschierte südlich entlang der Wilson und Franklin Turnpike, parallel zur Nashville und Decatur Eisenbahnlinie, dann nach Osten durch Nolensville und entlang derselben Route, die Crittenden südlich von Nashville und Chattanooga benutzte. Der rechte Flügel mit 16.000 Mann unter Generalmajor Alexander M. McCook rückte entlang der Straße Nolensville Turnpike südlich nach Nolensville und Triune vor und drehte dann nach Osten auf Murfreesboro ein. Die Kavallerie unter Brigadegeneral David S. Stanley und Col. John Kennett gingen den Kolonnen als Vorhut voraus.
Die konföderierten Kavallerie-Divisionen unter Forrest und Morgan operierten in dieser Zeit im Rücken der Union, verursachten schwere Schäden an den Verbindungen und bedrohten die gegnerischen Nachschublinien. Obwohl Rosecrans berichtet hatte, dass seine Armee in Nashville effektiv 81.729 Mann zählte, war seine Streitmacht nach Erreichung des Marschzieles kaum mehr als die Hälfte davon stark, da er seine Basis- und Versorgungsleitungen vor der Belästigung der konföderierten Kavallerie schützen musste.
Am 29. Dezember abends erreichten die Unionstruppen das nordwestliche Vorfeld von Murfreesboro, wo die konföderierte Tennessee-Armee unter General Bragg mit 37.700 Mann an der Eisenbahnlinie nach Nashville eine Verteidigungsstellung eingenommen hatte. Vor Sonnenuntergang standen zwei Drittel von Rosecrans Armee an der Nashville Road, am folgenden Morgen hatte er etwa 43.000 Soldaten konzentriert. Die am nächsten Tag eingreifende CS-Kavallerie unter General Wheeler zerstörte an diesem Tag mehrere Waggonzüge der Union und große Mengen an Kriegsmaterial.
Am 30. Dezember rückte die Unionstruppe drei Kilometer nordwestlich von Murfreesboro weiter vor. Die beiden Armeen lagerten sich auf geringer Distanz in parallelen Linien gegenüber, von Südwesten nach Nordosten ausgerichtet, ungefähr sechs Kilometer lang. Braggs Armee hatte Polks Corps am Westufer und Hardees Corps am Ostufer des Stones River zum Widerstand positioniert. Wheelers Kavallerie deutete die Bewegungen der Union als Vorbereitung für einen Rückzug und gab seine Annahmen an Bragg weiter, der darauf für nächsten Tag den Befehl zum Angriff gab.
Die Armeen lagerten nur 640 Meter voneinander entfernt. Am Vorabend der Schlacht kam es zu einem Wettbewerb zwischen den gegnerischen Militärkapellen, am Ende des Konzerts stimmten Veteranen beider Armeen, über die Front hinweg, gemeinsam das Lied „Home Sweet Home“ (Heim, süßes Heim) an.

## Beteiligte Streitkräfte

### CS-Army of Tennessee

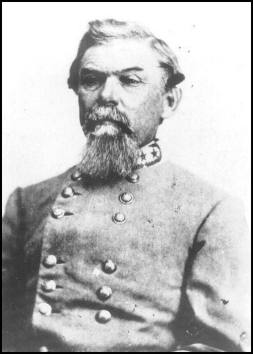
William Joseph Hardee

Hardees Corps unter Generalleutnant William J. Hardee
- McCowns Division, Generalmajor John P. McCown mit den Brigaden von Mathew D. Ector, James E. Rains und Evander McNair
- Cleburnes Division, Generalmajor Patrick R. Cleburne mit den Brigaden von Lucius E. Polk, St. John R. Liddell, Bushrod R. Johnson und Sterling A. M. Wood

- Breckinridges Division unter Generalmajor John C. Breckinridge mit den Brigaden von Daniel W. Adams, Joseph B. Palmer, William Preston, Roger W. Hanson und John K. Jackson

Polks Corps unter Generalleutnant Leonidas Polk
- Cheathams Division, Generalmajor Benjamin F. Cheatham mit den Brigaden von Daniel S. Donelson, Alexander P. Stewart, George Maney und Alfred J. Vaughan.
- Withers Division, Generalmajor Jones M. Withers mit den Brigaden von John Q. Loomis, James R. Chalmers, James Patton Anderson und Arthur M. Manigault

Wheelers Kavalleriecorps mit den Reiterbrigaden Joseph Wheeler, Abraham Buford, John Pegram und John A. Wharton

### US-Army of the Cumberland
Rechter Flügel unter Generalmajor Alexander M. McCook
- Division Jefferson C. Davis mit den Brigaden Philip S. Post, William P. Carlin und William E. Woodruff
- Division Richard W. Johnson mit den Brigaden August Willich, Edward N. Kirk und Philemon P. Baldwin
- Division Philip Sheridan mit den Brigaden Joshua W. Sill, Frederick Schaefer und George W. Roberts

Zentrum unter Generalmajor George Henry Thomas
- Division Lovell H. Rousseau mit den Brigaden Benjamin Scribner, John Beatty und John C. Starkweather
- Division Speed S. Fry mit der Brigaden von Moses B. Walker und Oberst Oliver L. Shepherd
- Division James Scott Negley mit den Brigaden von James G. Spears, Timothy R. Stanley und John F. Miller

Linker Flügel unter General Thomas L. Crittenden
- Division Thomas J. Wood mit den Brigaden von Milo S. Hascall, George D. Wagner und Charles G. Harker.
- Division John M. Palmer mit den Brigaden von Charles Cruft, William B. Hazen und William Grose.
- Division Horatio P. Van Cleve mit den Brigaden von Samuel Beatty, James P. Fyffe und Samuel W. Price

Kavalleriekorps unter Brigadegeneral David S. Stanley. 1. Kavalleriedivision (Col. John Kennett) mit den Brigaden von Robert H. Minty und Lewis Zahm

## Schlachtverlauf

### 31. Dezember

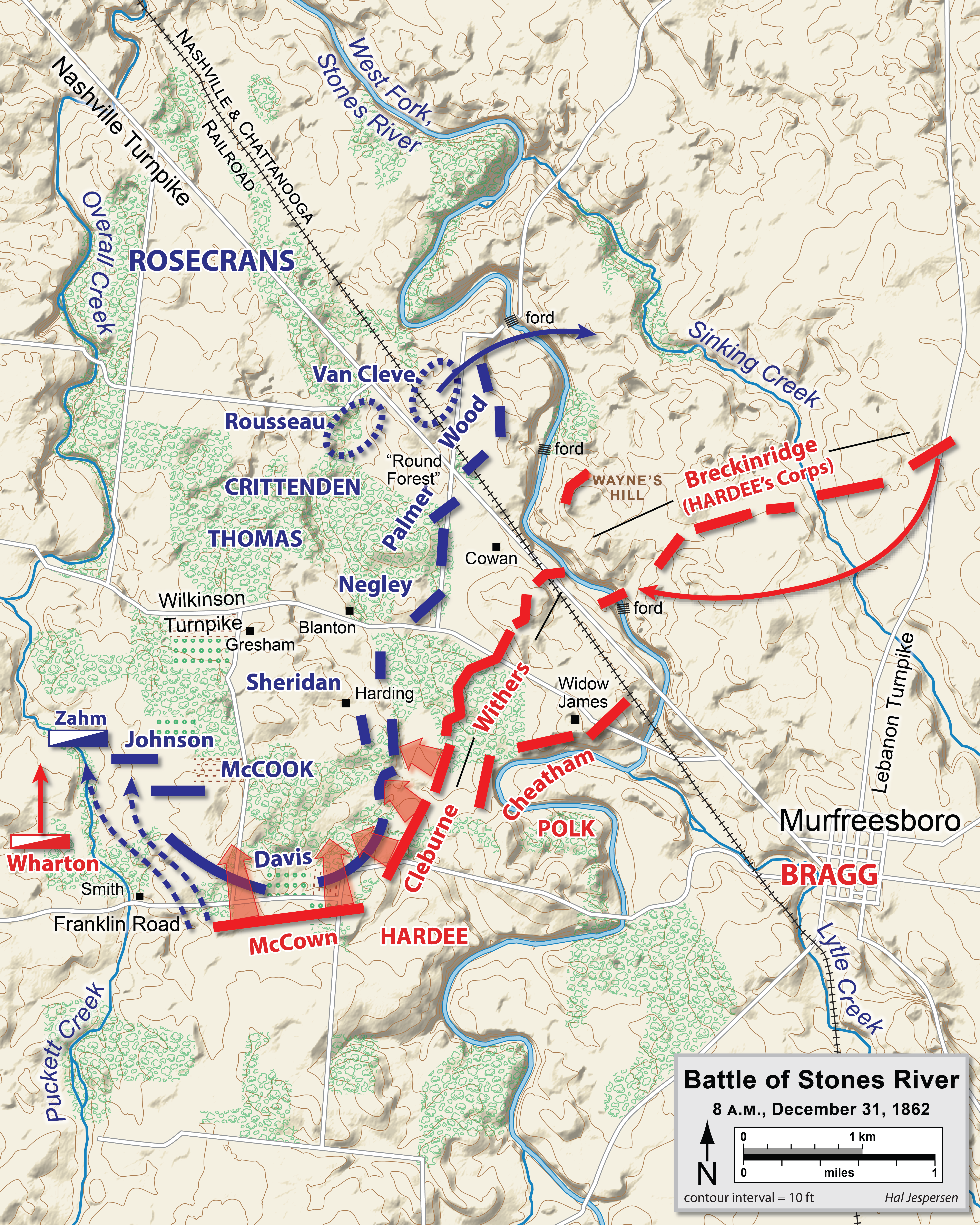
Lage am 31. Dezember um 8:00 Uhr vormittags

Rosecrans hatte seinen Männern befohlen, nach dem Frühstück zum Angriff bereit zu sein. Das Corps von Crittenden sollte den Stones River überqueren und die Höhen östlich des Flusses angreifen, um eine Artilleriestellung zu errichten, welche die gesamten Linien der Konföderierten beherrschen sollte. Crittenden, dessen Truppen der Division unter Breckinridge auf der linken Seite der Union gegenüberstand, versäumte es jedoch am Abend davor, US-Generalmajor Alexander McCook (am rechten Flügel der Union) über seine Truppenbewegungen genauer zu informieren. McCook, der erwartete, dass der nächste Tag mit dem Generalangriff Crittendens beginnen würde, hielt zahlreiche Lagerfeuer in seiner Gegend, in der Hoffnung, die Konföderierten hinsichtlich der Stärke an dieser Flanke täuschen zu können. Thomas in der Mitte wurde angewiesen, einen begrenzten Angriff auszuführen und als Drehpunkt für die Kolonnen des Hauptstoßes zu fungieren.
Bragg kam den Angriffsabsichten von Rosecrans zuvor. Im Morgengrauen des 31. Dezember griff die Division von Generalmajor McCown mit Unterstützung der Truppen von General Cleburne über die gefrorenen Felder an. Hardee griff mit sieben Brigaden unter Manigault, Loomis, Polk, Bushrod Johnson, Wood, Liddell und McNair mit etwa 10.000 Mann an. Die Männer der US-Division von General Richard Johnson kochten gerade ihr Frühstück, als das Feuer der Vorposten den Alarm auslöste. McCowns Division rückte zu weit nach links, wodurch sich rechts eine Lücke auftat, die aber von Cleburnes Division geschlossen werden konnte. Nach Braggs Plan sollte Hardees Corps den rechten Flügel der Union umfassen und ihn zum Stones River zurückdrängen, während die gegnerischen Versorgungsrouten am Nashville Pike und an der Nashville & Chattanooga Railroad abgeschnitten werden sollten.
Nach einer halben Stunde brach McCowns Division den gegnerischen Widerstand und verfolgte die Reste der Brigaden von Willich und Kirk, worauf sich auch die noch intakte Brigade Baldwin zu einem nahen Waldrand zurückzog und dort versuchte wieder zu halten. Die Generale der Union versuchten die folgenden Angriffe an jedem Zaun und jeder Baumgrenze abzuschwächen und Widerstand zu leisten. Nachdem die Hälfte der Mannschaft ausgefallen war, fielen mehrere Artillerie-Batterien von Johnsons Division in die Hände der Südstaatler. General Augustus Willich wurde dabei gefangen genommen.
Bald sah sich auch die US-Division von General Jefferson C. Davis frontal und an der rechten Flanke angegriffen. Der vorstehende rechte Frontwinkel der Unionslinie, der durch das Halten der Brigadegenerale Post und Carlin entstanden war, wurde jetzt heftig durch die konföderierten Brigaden McNair und Liddell angegriffen. Whiters Brigaden unter Manigault und Loomis griffen gegen 8 Uhr an, mussten sich jedoch zurückziehen. Die Truppen Cleburnes blieben eine Zeit lang erfolglos, drei aufeinanderfolgende Angriffe scheiterten. Rosecrans ließ alle geplanten Bewegungen an seinem rechten Flügel stoppen, nachdem Crittenden bereits um 7:00 Uhr seine Division Von Cleve über den Stones River auf das östliche Ufer gehen lassen wollte. Der Transfer dieser Truppen an die rechte Flanke begann. Die Brigaden von Vaughan und Maney entlasteten die Brigaden von Loomis und Manigault. Um 8:30 Uhr begann sich die Unionslinie am rechten Flügel aufzulösen und sich nach Norden zurückzuziehen.

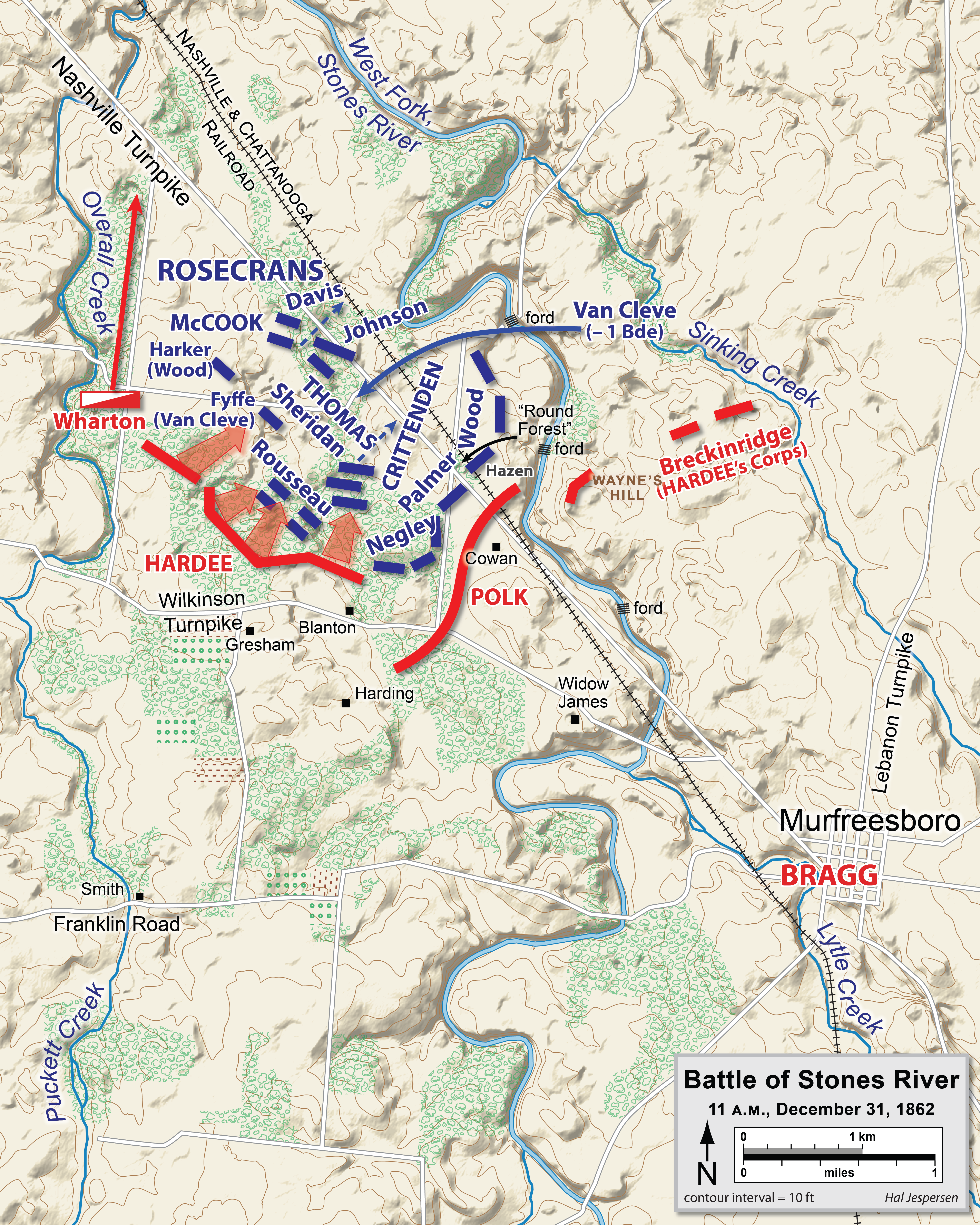
Lage am 31. Dezember um 11:00 Uhr

An der zweiten Angriffsphase nahm auch Polks Corps mit Cheathams und Whiters Division teil. General Sheridan sah den Angriff voraus und hatte seine Division frühzeitig in Kampfbereitschaft gebracht. Die Niederlage der Divisionen zu seiner Rechten zwang Sheridans Kommandeure, die eigenen Linien neu zu positionieren, um Cleburnes Division davon abzuhalten, seinen Rückzugsweg abzuschneiden. Whiters Truppen griffen Sheridans rechte Flanke an der Naht zur Division Davis an, doch drei Angriffe wurden hintereinander abgeschlagen. Dann wurden Sheridans und Negleys Truppen durch Cheathams Division frontal und Cleburnes gleichzeitig von der Flanke angegriffen, doch dieser Angriff war schlecht organisiert. Den vollständigen Erfolg behinderte bei den konföderierten Brigaden das Gelände und mangelnde Kommunikation zwischen den Angriffslinien. Es wurde später behauptet, dass General Cheatham an diesem Tag angetrunken war und er die Brigaden nicht hätte selbst führen dürfen. Alle drei Brigadekommandanten Sheridans (Joshua Sill, Frederick Schaefer und George W. Roberts) wurden getötet oder tödlich verwundet, die Unionseinheiten verloren mehr als ein Drittel ihrer Mannschaften. Unionssoldaten erinnerten sich später daran, dass das Gelände mit den vielen Toten aussah wie die Schlachthöfe von Chicago. Bis um 10 Uhr konnten Hardees Truppen den Feind fast 5 Kilometer zurückzudrängen, an der Eisenbahnlinie gelang es Richard W. Johnson endlich, seine Truppen wieder anzuhalten.
Nachdem die Angriffe am linken Flügel ins Stocken gerieten, beschloss Bragg um 10 Uhr auch auf der anderen Seite der Front loszuschlagen. Gegen Mittag griffen die konföderierten Brigaden von A. P. Stewart, J. Patton Anderson, George Maney, A. M. Manigault und A. J. Vaughn die Union von drei Seiten an. Über zwei Stunden gingen die Streitkräfte der Union kämpfend Schritt für Schritt zurück, verlangsamten aber den Angriff der Konföderierten. Schließlich war die Munition aufgebraucht, die Linien Negleys und Sheridans brachen zusammen und die Männer gingen teils durch die Zedern nach Norden und Westen in Richtung Nashville Pike zurück. Das Korps von Generalmajor Leonidas Polk, dessen Männer nach dem Kampf mit Sheridans Truppen noch erschöpft waren, starteten eine Reihe von Angriffen, welche die Linien der Union nicht erschüttern konnten. Sheridan hatte sich durch den Zedernwald, dem „The Slaughter Pen“, zurückgekämpft, um nicht überflügelt zu werden. Nur dem Einsatz von Sheridans Division war es zu verdanken, dass der rechte Flügel der Unionsfront wieder stabilisiert war. Die Linie der Union waren jetzt entlang des Wilkinson Turnpike in einen rechten Winkel zurückgebogen. Rosecrans neue Stellungsfront hatte jetzt die Form eines Ovals, wobei sich die Rückseite an den Stones River anlehnte. Sheridans Linien waren nach dem Anschluss an General James Negleys Division an der Baum- und Felsenformation entlang der McFadden Lane wieder fest verankert.

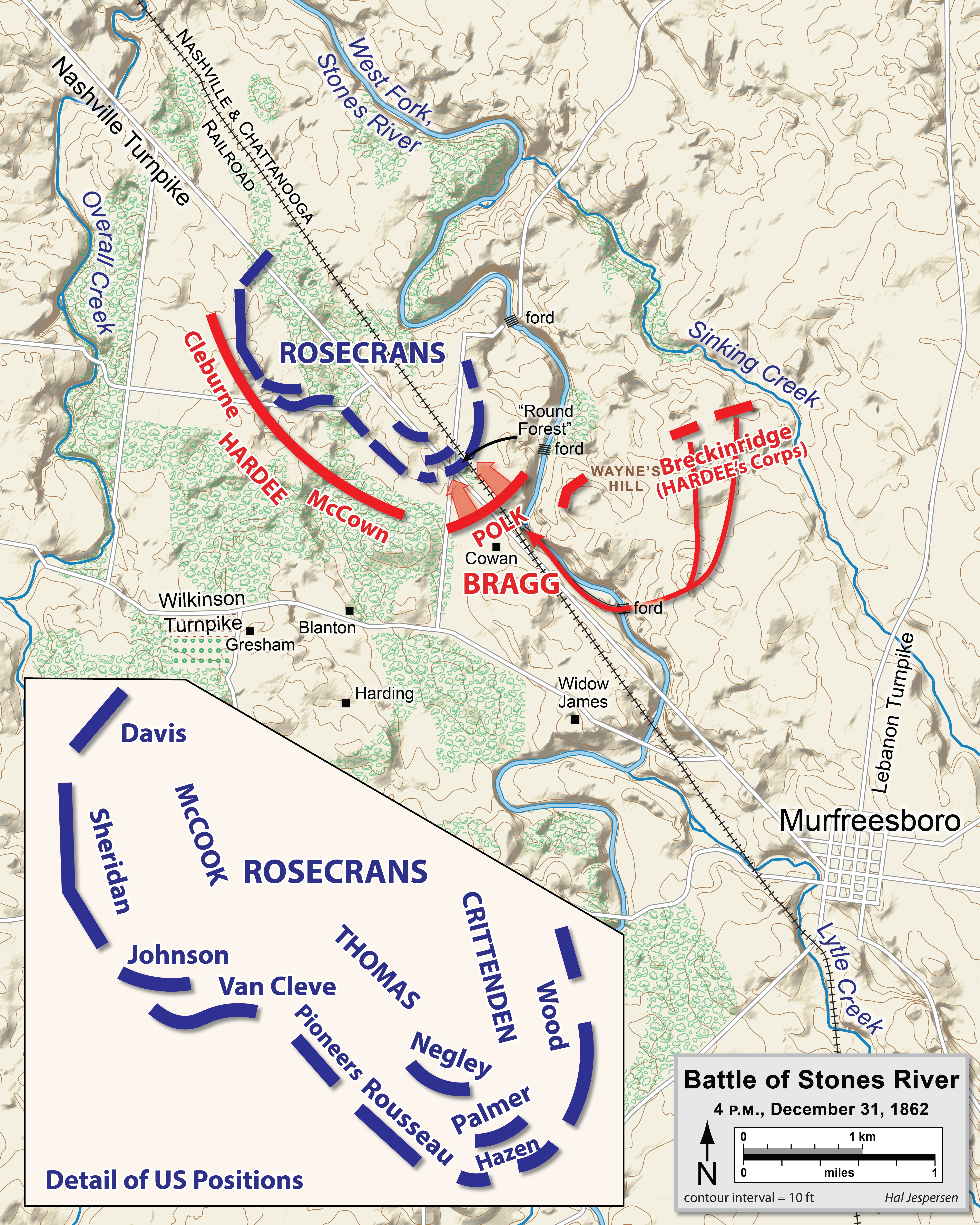
Lage am 31. Dezember um 16:00 Uhr

Bragg beschloss den Teil jenes Ovals der feindlichen Stellungen anzugreifen, der sich nach Südosten erstreckte und von der Brigade Hazen gehalten wurde. Bragg befahl John Breckinridge's Division, den Angriff zu erneuern. Widerstrebend schickte Breckinridge seine Einheiten um 16 Uhr in den Rundwald. Die ersten beiden Brigaden von Breckinridge griffen gegen die Front Hazens an, zogen sich aber sofort nach schweren Verlusten zurück. Später kamen zwei frische Brigaden in den Kampf und mussten ebenfalls erfolglos herausgezogen werden. Generalmajor George H. Thomas und John M. Palmer konzentrierten die Divisionsartillerie, um Hazens Abschnitt zu stützen. Hazen und Brig. Gen. Charles Cruft verteidigten einem herausragenden Frontvorsprung, dessen Eroberung den Konföderierten vielleicht den Sieg gesichert hätte. Der Schwerpunkt der neuen Anstrengung wurde der 16.000 m² große Zedernwald, der als Rundwald und nach der Schlacht als „Hell's Half-Acre“ bekannt wurde. Mehrere Angriffe der Konföderierten wurden verlustreich abgeschlagen.
Als Hardee um Verstärkung bat, antwortete Bragg, dass er keine Reserven zur Verfügung habe. Die Unionisten zogen sich auf eine hufeisenförmig ausgebaute Stellungen zurück und positionierten Kanonen auf den Anhöhen. Generalleutnant Hardee hielt den Moment für die Ewigkeit fest, indem er erklärte: „Der Feind lag außerhalb der Reichweite unserer Kanonen, sicher geschützt hinter der starken Verteidigung des Eisenbahndamms, mit weit offenen Feldern dazwischen, die von überlegener Artillerie beherrscht wurde. Es wäre Torheit gewesen und nicht Tapferkeit, sie in dieser Position anzugreifen. “ Die Divisionen von Thomas führte im Zentrum sogar einen kleinen Gegenangriff durch, infolgedessen endete die Schlacht am 31. Dezember um 16:30 Uhr.
Trotzdem meldete Bragg am Abend nach Richmond, dass die Schlacht gewonnen sei und sich die Unionsarmee zurückziehen würde. Rosecrans berief einen Kriegsrat ein, um zu entscheiden, was als Nächstes zu tun ist. Einige Generäle schlugen vor, sich besser zurückzuziehen, bevor sie vollständig von Nashville abgeschnitten werden würden. Rosecrans stimmte diesen Vorschlag nicht zu und wurden dabei von den Korpsführern Thomas und Crittenden unterstützt. Thomas soll im Rat gesagt haben: „Die Armee zieht sich nicht zurück“ oder „Es gibt keinen besseren Ort zum Sterben.“ Am Ende wurde beschlossen, standzuhalten und den Kampf nach Ankunft von Verstärkungen fortzusetzen.

### Zwischenspiel
Bragg war überrascht, als am Neujahrstag die Unionstruppen noch immer in ihren Stellungen ausharrten. Er hatte sein Hauptziel nicht erreicht, er konnte den Feind nicht von seinen rückwärtigen Verbindungen abschneiden und sah sich gezwungen nochmals anzugreifen. Außer einigen kleineren Scharmützeln und der Versorgung der Verwundeten blieb es am 1. Januar noch ruhig. Beide Seiten verbrachten den 1. Januar damit, ihre Linien auszubauen und sich um ihre Verwundeten zu kümmern. Die Union musste für die Konvois mit den zurückgeführten Verwundeten starken Begleitschutz einsetzen, um sie vor Überfällen der Kavallerie von Joseph Wheeler zu schützen. Rosecrans, der nun eine enge Position innehatte und beide Flanken mit dem Stones River verbunden waren, beschloss, seine Flanke bis zum Ostufer auszudehnen. Braggs Abneigung, den Angriff der Konföderierten am 1. Januar zu erneuern, ermöglichte es Rosecrans, seine Position weiter auszubauen und weitere Verstärkungen heranzuziehen. Hinter McFladden Ford wurden mehrere Batterien der Union unter Captain John Mendenhall in Stellung gebracht. Mendenhall platzierte 46 Kanonen auf dem Kamm, 12 weitere Geschützte verteilte er eine Meile davon mit Front nach Südwesten.

### 2. Januar

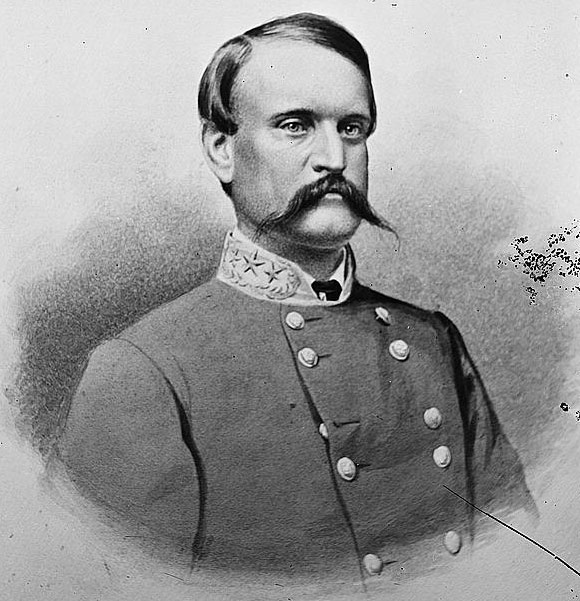
General John C. Breckinridge

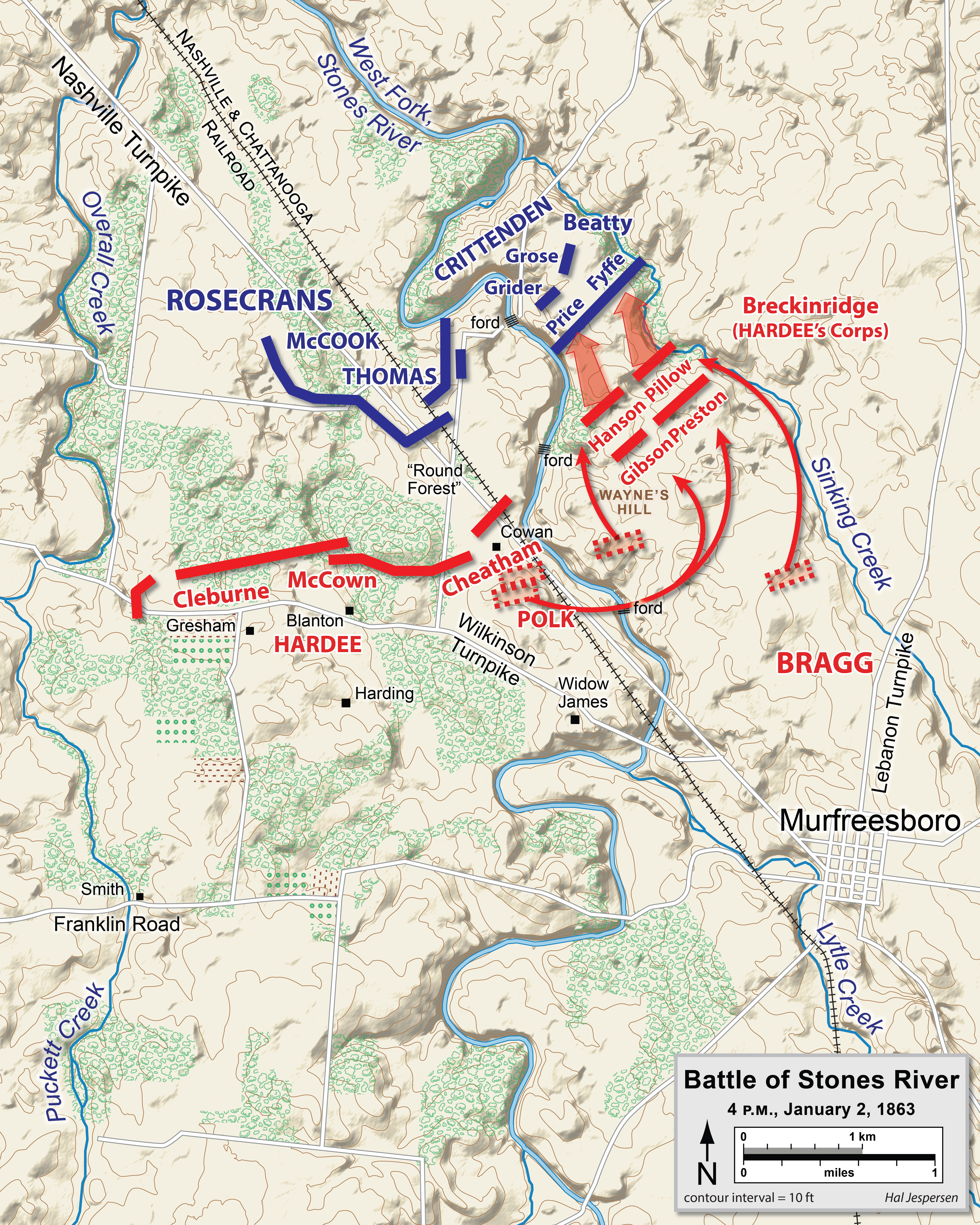
Lage am 2. Januar vor dem Angriff um 16:00 Uhr

Am 2. Januar um 16:00 Uhr befahl Bragg der Division Breckinridge mit Beattys Truppen, die einen Hügel an der Ostseite des Flusses besetzt hielten, erneut anzugreifen um die Unionisten vom besetzten Hügel über den Fluss zurückzudrängen. Breckinridge wehrte sich vehement gegen diesen Befehl, da auf der anderen Seite des Flusses auf einer Anhöhe die starke Artillerie der Union erkannt wurde und die Angriffstruppen genau in deren Schussfeld operieren müssten. Als Breckinridge seine Meinung zur Hoffnungslosigkeit der Situation äußerte, nachdem er die Lage des Landes aus erster Hand beobachtet hatte, was Bragg nicht getan hatte, antwortete Bragg mit einer knappen Arroganz: „Sir, meine Informationen sind anders. Ich habe den Befehl gegeben, den Feind an Ihrer Front anzugreifen und ich erwarte, dass er befolgt wird.“ Bragg war nicht offen für Diskussionen und war dafür bekannt, „charakteristisch zu strotzen, wenn sein Urteil in Frage gestellt oder sogar kritisiert wurde“. Nachdem die Entscheidung getroffen war, musste Breckinridge mit seiner Division westlich von McFaddens Ford angreifen und die von den Nordstaaten besetzte Anhöhe stürmen. Er schickte seine Männer bei heftigem Schneetreiben um 16 Uhr gegen die Unionsstellungen nach vorne. Etwa 5.000 Konföderierte überquerten eine halbe Meile offenes Feld, deren Formationen frontal und an den Flanken von massierter Artillerie Unterstützung erhielten. Die Unionslinie wären mit diesem Angriff vielleicht bald erschüttert gewesen, doch die hastige Verschiebung von Verstärkungen an diesen Abschnitt rettete die Lage.
Um 16:45 Uhr startete die Unionsdivision von General Negley einen Gegenangriff und die Südstaatler begannen sich darauf zurückzuziehen. Der Angriff war gescheitert, innerhalb weniger Minuten verlor die sogenannte Orphan Brigade (Brigadegeneral Roger Hanson) ein Drittel ihrer eingesetzten Truppen. 1.800 konföderierte Soldaten, die innerhalb von weniger als einer Stunde getötet oder verwundet wurden, bewiesen, dass Breckinridge mit seinen Ansichten recht behalten hatte.
Schließlich, als sich der letzte konföderierte Soldat aus der Reichweite der gegnerischen Geschütze zurückgezogen hatte, war die Schlacht vorbei, obwohl sporadische Schüsse noch die ganze Nacht und den nächsten Morgen andauerten.

## Folgen und Bilanz
Sehr früh in den Morgenstunden des Samstags, dem 3. Januar, gegen 2 Uhr morgens, fand in Braggs Hauptquartier ein Kriegsrat statt. Am Morgen näherte sich ein großer Konvoi mit Nachschub und eine weitere frische Brigade für Rosecrans. Wheelers Kavallerie versuchte den Konvoi anzugreifen, wurde aber zurückgeworfen. Bragg erkannte, dass Rosecrans nicht vorhatte, sich zurückzuziehen, und weiterhin Verstärkung erhalten würde. Da am Morgen der ansteigende Fluss die beiden Flügel der konföderierten Armee zu isolieren drohte, erkannte Bragg seine prekäre Situation.
Bragg hatte ungefähr 20.000 Soldaten übrig, um die Schlacht fortzusetzen, die Aufklärung teilte ihm mit, dass Rosecrans bis zu 70.000 Soldaten angesammelt hatte. Um 10 Uhr morgens war er sich mit Polk und Hardee darüber einig, dass man die Armee zurückziehen musste. Als am Abend des 3. Januar die Stadtbewohner von Murfreesboro ihre Vorbereitungen trafen, sich zum Schlaf zurückzuziehen, begann die Konföderierte Armee sich vom Schlachtfeld zurückzuziehen. Später am Abend griff General Thomas das Zentrum der konföderierten Linie an, als Reaktion auf den ständigen Beschuss seiner Positionen durch Scharfschützen. Thomas gelang es, den Feind aus den Schützengräben zu werfen und fast 30 Gefangene zu machen. Dies war die einzige Aktion an diesem Tag. Bragg räumte Murfreesboro um 22:00 Uhr und begann sich nach Tullahoma zurückzuziehen.
Die Armee der Konföderierten zog sich nach dieser Schlacht zum Duck River, 25 Kilometer weiter südlich, zurück.
Erst am 5. Januar besetzten Rosecrans Truppen Murfreesboro, versuchten jedoch nicht, Braggs Truppen nachzusetzen. Nach der Niederlage von Fredericksburg und dem zeitweiligen Rückschlag Shermans bei Vicksburg war dieser kleine Sieg im Westen zumindest eine positive Nachricht für Abraham Lincoln.
Die Schlacht am Stones River war im Gesamtergebnis ein taktisches Unentschieden, aber nach dem Rückzug der Konföderierten ein klarer strategischer Sieg der Union. Auf Seite der Union zogen etwa 43.000 Soldaten in die Schlacht, wobei 13.249 Opfer (Tote, Verwundete und Vermisste) zu beklagen waren, die Konföderierten hatten bei einer Stärke von rund 38.000 Mann 10.266 Mann verloren.

## Das Schlachtfeld heute
Auf dem damaligen Schlachtfeld wurde das Stone River National Battlefield & Cemetery eingerichtet mit vielen Kanonen und Monumenten an den historischen Schauplätzen.  Eine Broschüre des National Park Service führt zu den wichtigsten Plätzen.